# غولدن جنوب ألماني
غولدن جنوب ألمانيا أو الغولدن الجنوب ألماني كان عملة معدنيةً ووحدةً نقديةً قياسية استُخدمت في الولايات الألمانية الجنوبية، ومن بينها بافاريا وبادن، وفورتمبيرغ وفرانكفورت وآل هوهنتسولرن، خلال الفترة ما بين عامي 1754 و1873. كان الغولدن الجنوب ألماني الواحد يُقسّم إلى 60 كرويزر، بحيث يُساوي كل كرويزر منها 4 بفنغ أو 8 هلر.

## التاريخ

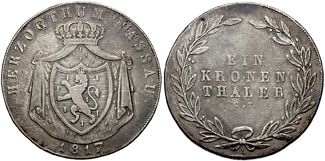
كروننتالر ناسو الصادر في عام 1817، والذي كانت قيمته تُعادل قيمة 2.7 غولدن ألماني جنوبي.

استند الغولدن الجنوب ألماني إلى الغولدن أو الفلورين الذي كان مستخدمًا في الإمبراطورية الرومانية المقدسة خلال أواخر العصور الوسطى وأوائل العصر الحديث. ظهر الغولدن لأول مرة كعملة متداولة في الإمبراطورية الرومانية المقدسة عام 1524 مع طرح عملة الغولدن غروشن بعد إصدار قانون سك العملة الإمبراطوري، والذي كان يهدف إلى توحيد العملات المعدنية العديدة المستخدمة في مختلف ولايات الإمبراطورية الرومانية المقدسة خلال القرن السادس عشر الميلادي. وفي القرون التالية، أصبح الغولدن يُشكّل جزءًا من أجزاء عملة التالر الإمبراطوري المعدنية الفضية. واعتبارًا من عام 1690، أصبح الغولدن المستخدم في كل من ولايات جنوب ألمانيا والإمبراطورية النمساوية يُسكّ وفقًا لنظام لايبزيغ النقديّ، حيث بلغت قيمة الغولدن 1/18 من قيمة مارك كولونيا الذي كان يُصنع من الفضة الخالصة، أو نصف قيمة عملة التالر الإمبراطوري المعدنية، وكان الغولدن الجنوب ألماني الواحد يزن 12.992 غرامًا.
اختلفت أوزان غولدن جنوب ألمانيا بمرور الوقت منذ عام 1690 وحتى تطبيق معيار الذهب عام 1873. ويوضح الجدول التالي هذه الاختلافات في أوزان غولدن جنوب ألمانيا بالغرامات الفضية مقارنةً بالغولدن النمساوي المجري ذي القيمة الأعلى. ويمكن الاطلاع على مسار قيمة الغولدن قبل عام ١٦١٨ تحت رايخستالر.
| المعيار                                       | الغولدن الجنوب ألماني | الفلورين النمساوي |
| --------------------------------------------- | --------------------- | ----------------- |
| 1690: تالر إمبراطوري = 2 غولدن جنوب ألماني    | 12.992                | 12.992            |
| 1741: كارولين ذهبي = 11 غولدن جنوب ألماني     | 0.68 غرام ذهبي        | 0.83 غرام ذهبي    |
| 1753: تالر الاتفاقيات = 2.4 غولدن جنوب ألماني | 9.744                 | 11.693            |
| 1820s: كروننتالر = 2.7 غولدن جنوب ألماني      | 9.524                 | 11.693            |
| 1837: تالر بروسي = 1.75 غولدن جنوب ألماني     | 9.545                 | 11.693            |
| 1857: تالر فيرنز = 1.75 غولدن جنوب ألماني     | 9.524                 | 11.111            |

انحرفت قيمة غولدن جنوب ألمانيا عن هذا المعيار في ثلاثينيات القرن الثامن عشر عندما انخفضت نسبة سعر الذهب إلى سعر الفضة من 15 إلى 14.5، مما دفع العديد من الولايات إلى إعادة إصدار الغولدن الخاصة بها، والمسكوك باستخدام ذهب أرخص. ثم انحرف الغولدن الألماني الجنوبي عن الغولدن النمساوي المجري بعد أن قيمت عملة الكارولين الذهبية، والتي كانت تزن 7.51 غرامًا من الذهب الخالص، وأصبحت قيمتها تُعادل قيمة 11 غولدن جنوب ألماني، على حين تُعادل قيمتها قيمة 9 غولدن نمساوي مجري. وبالتالي، كانت قيمة الغولدن الألماني الجنوبي الواحد تساوي 7.51 ÷ 11 = 0.6827 غرامًا من الذهب الخالص أو 0.6827 × 14.5 = 9.9 غرامًا من الفضة الخالصة. ولذلك، لم تتمكن ولايات جنوب ألمانيا من الامتثال لاتفاقية العملة النمساوية لعام 1754، والتي حددت قيمة الغولدن النمساوي المجري بنصف قيمة تالر الاتفاقيات، أو بما يُعادل قيمة 11.6928 غرام من الفضة الخالصة. واعتمدت ولايات جنوب ألمانيا بدلاً من ذلك غولدنًا جنوبيًا ألمانيًا أقل قيمة بحيث كانت قيمته تساوي 1/24 من قيمة مارك كولونيا المصنوع من الفضة الخالصة، أو تُساوي قيمة 5/12 من قيمة ثالر الاتفاقيات، أو تُساوي قيمة 9.744 غرامًا من الفضة للغولدن الواحد. ولم تُصدر سوى عملات محلية تصل قيمتها إلى 3 و6 كرويزر لاند مونزي (أو عملات محلية من فئة 1/10 غولدن وفئة 1/20 غولدن)، مع قبول عملات نمساوية أكبر قيمةً بنسبة أعلى بمقدار 20% أعلى في جنوب ألمانيا. استُبدل تالر الاتفاقيات، والذي كان يحتوي على 23.3856 غرامًا من الفضة النقية وتُقدّر قيمته بقيمة 2.4 غولدن جنوب ألماني (أو 9.744 غرامًا لكل غولدن)، خلال الفترة ما بين عامي 1807 و1837 بعملات الكروننثالر التي كانت تحتوي على 25.71 غرامًا من الفضة النقية، وكانت قيمتها تُقدّر بقيمة 2.7 غولدن (أو 9.524 غرامًا فقط لكل غولدن)، في انخفاض تنافسي لقيمة العملة بين مختلف ولايات جنوب ألمانيا. كما قُبل الإيكو الفرنسي الذي بلغ وزنه 26.67 غرامًا من الفضة النقية، والذي قُدّرت قيمته بقيمة 2.8 غولدن.
لم تُحلّ هذه المُشكلة إلا من خلال معاهدة ميونيخ للعملات المعدنية لعام 1837، والتي أعادت تعريف الغولدن الجنوب ألماني باعتباره يُعادل قيمة 2/49 من مارك كولونيا أو ما يُعادل قيمة 9.545 غرامًا من الفضة. سمح هذا بأن يُصبح سعر صرف التالر البروسي الواحد يُساوي 1 + 3/4 غولدن جنوب ألماني. وبالإضافة إلى العملات المعدنية من فئة 3 و6 كرويزر والفئات الأصغر، فقد قدمت معاهدة ميونيخ للعملات المعدنية عملات معدنية جديدة من فئات 1/2 و1 و2 غولدن جنوب ألماني، بالإضافة إلى فيرأينسمونتسي (عملة الاتحاد)، والتي كانت قيمتها تُعادل قيمة 3 + 1/2 غولدن جنوب ألماني أو قيمة 2 ثالر بروسي.
أدخلت معاهدة فيينا النقدية في عام 1857 عملة فيرآينسمونتسي ثانية، وهي عملة الفيرنز تالر، والتي كانت تحتوي على نسبة فضة أقل بقليل من الثالر البروسي، غير أن قيمتها كانت لا تزال تُعادل 13⁄4 غولدن جنوب ألماني. وبينما أُعيدت تسمية عملة 31⁄2 غولدن جنوب ألماني لتصبح 2 فيرنز تالر، لم تُجرَ أي تغييرات على الفئات الأخرى.
بعد توحيد ألمانيا عام 1871، اعتمدت الإمبراطورية الألمانية حديثة التأسيس المارك الذهبي عام 1873، حيث بدأت في توحيد عملتها داخل حدودها، واختارت النظام النقدي العشري، بحيث قُسّم المارك الذهبي الواحد (ويُرمز إليه اختصارًا بالرمز 1ℳ) إلى مائة بفنغ (ويُرمز إليه اختصارًا بالرمز 100₰)، وكان للمارك سعر صرف يعادل 35 كرويزر، أو يُعادل 7⁄12 غولدن جنوب ألماني، ثُمّ بدأ سحب عملات غولدن ألمانيا الجنوبية على مدى السنوات الثلاث التالية. واعتبارًا من 1 يناير (كانون الثاني) 1876، ألغيت عملات الغولدن الجنوب ألماني والكرويزر، إلى جانب جميع أشكال العملات الأخرى التي كانت متداولة سابقًا فيما أصبح يُعرف بالإمبراطورية الألمانية. وأصبح المارك الذهبي العشري هو العطاء القانوني الوحيد، حتى 4 أغسطس (آب) 1914 عندما تم التخلي عن الرابط بين المارك والذهب مع اندلاع الحرب العالمية الأولى، واستبدل المارك الذهبي بالمارك الورقي.